# Francesc Mitjans
Francesc Mitjans Miró (Barcelona, 15 de julio de 1909 - ibídem, 20 de noviembre de 2006) fue un arquitecto español. Es autor del Camp Nou, estadio del FC Barcelona (1957), y de otros edificios barceloneses significativos a partir de los años 1950, como el edificio racionalista del Real Club Náutico de Barcelona, en 1958, o la Torre Banco Atlántico (1969), sede central del actual Banco Sabadell. Casado con Angelina Perelló Vila (6 de julio de 1936) Hijos: Lola Mitjans Perelló, Clara Mitjans Perelló, Esther Mitjans Perelló, Francisco Mitjans Perelló y Juan Pablo Mitjans Perelló.

## Obras arquitectónicas

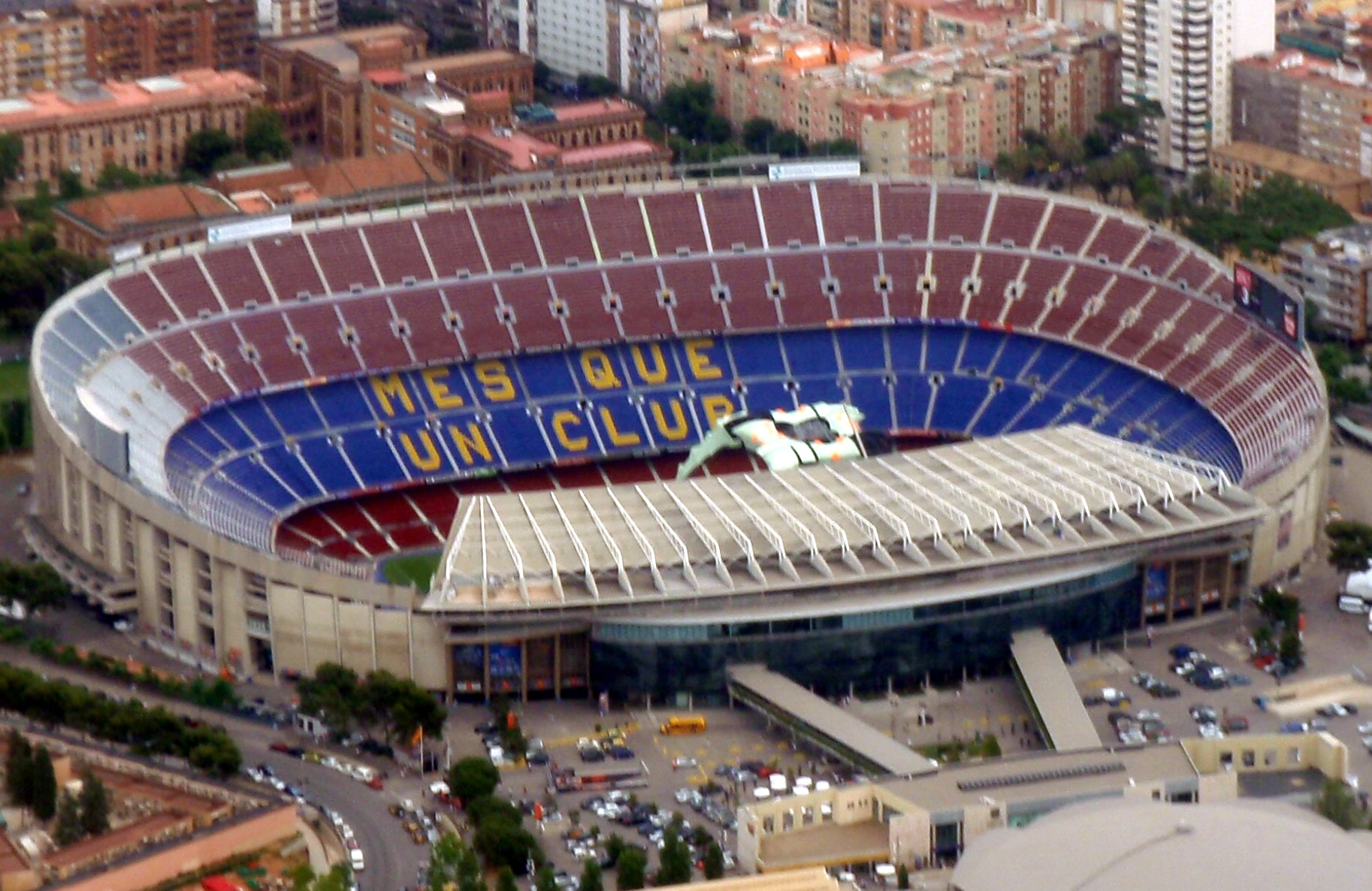
Camp Nou.

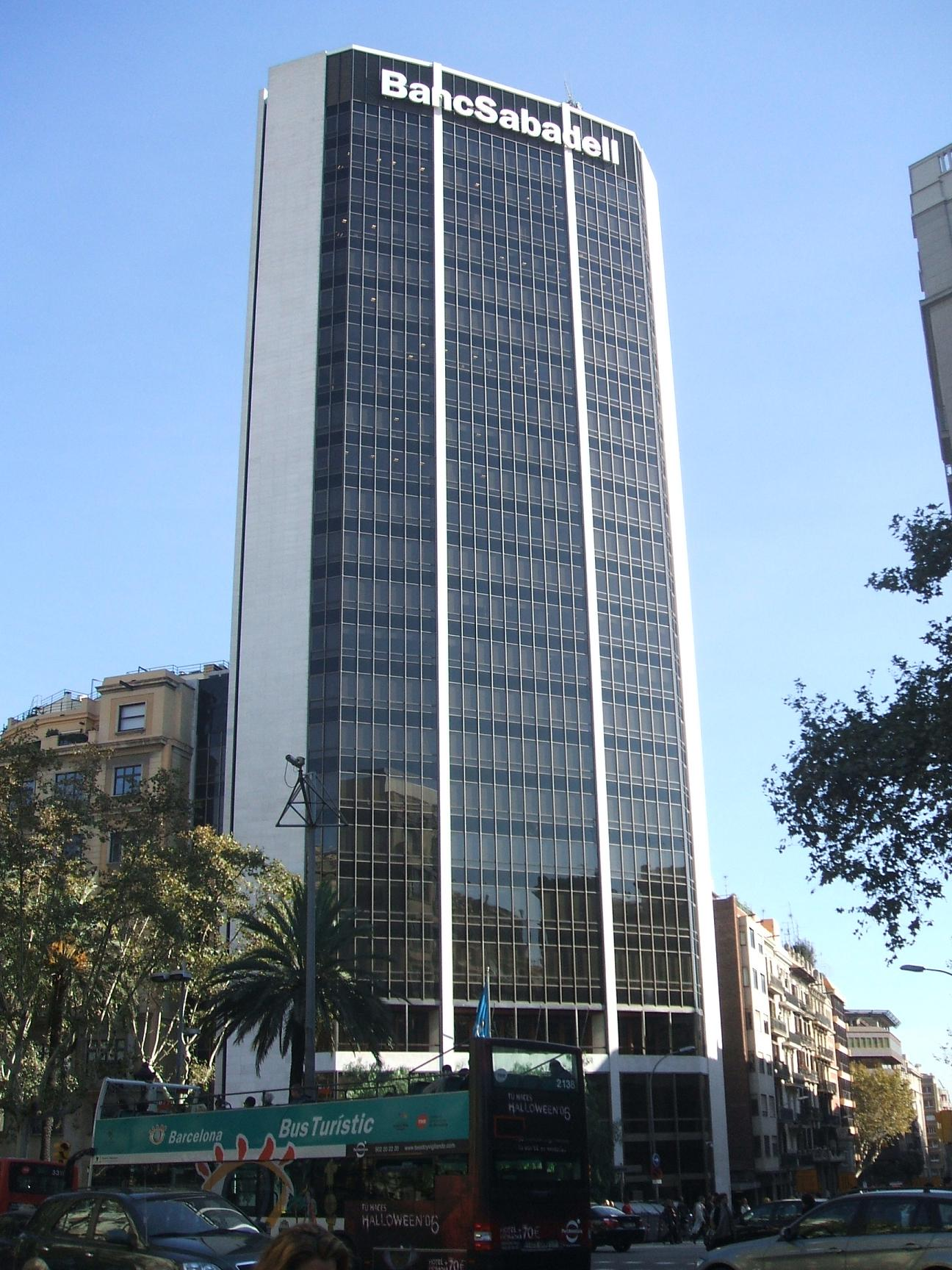
Torre Banco Sabadell.

- Casa Oller (1943) construida en la calle Amigó nº76 (Barcelona).

- Clínica Soler Roig
  - Construida en 1950 en la calle Copèrnic, 130 de Barcelona. Actualmente funciona como la Residencia Augusta Park.

- Antigua fábrica Costa Font
  - Construida en 1950 en la calle Freser, 103-127 de Barcelona.

- Edificio Ceisa
  - Construido en 1952 en la calle Vallmajor, 26-28 de Barcelona.

- Casa Tokio
  - Construido en 1953 en la avenida de Pedralbes, 53 de Barcelona.

- Camp Nou
  - Construido en 1957 en la calle Aristides Maillol, 12 de Barcelona.

- Edificio Harry Walker
  - Construido en 1959 en la calle Josep Tarradellas, 123-127 de Barcelona.

- Torre Castanyer
  - Construido en 1961 en el paseo de St. Gervasi, 5-13 de Barcelona.

- Torre Banco Sabadell
  - Construido en 1969 en la Avenida Diagonal 407 de Barcelona.

- Central telefónica "Estel"
  - Construida en la Avinguda de Roma en 1976.[1]

- Complejo residencial Roma 2000
  - Construido entre 1972 y 1976, en una manzana completa de Barcelona, entre las calles: Llançà, Tarragona, Valencia y  Avenida de Roma.

- Real Club Náutico de Barcelona (RCNB),1958-1962.

- Camping La Ballena Alegre (1960) en Viladecans.

- Edificio Double Meyer (1944), en Ronda General Mitre con Balmes (Barcelona).

- Edificio La Colmena, situado en Ronda General Mitre con Mandri (Barcelona).

- Edificio de viviendas CYT (1959-1960), en la Vía Augusta nº20-30 (Barcelona).

- Edificio de viviendas en la calle Mestre Nicolau nº13 (Barcelona) de 1957.

- Hotel Llorell (1958) en Tosa de Mar.

- Hotel Araxa (1958) en Palma de Mallorca
- Tenís Club Palma (1960) en Palma de Mallorca

- Hotel Palma Nova (1961) en Palma de Mallorca.